# Pasices
Els pasices (o apasiaces; grec antic: Πασίκαι, llatí: Pasicae o Apasiacae) foren una tribu nòmada escita del grup dels massàgetes, que vivia entre l'Oxus i el Iaxartes, és a dir a l'est de la mar d'Aral, a l'Àsia central.
Darrerament es pensa que els pasices, els pasians o apasians (grec grec antic: Πασιανοί, llatí: Pasiani) i els pasis o apasis (grec antic: Ἀπάσιοι, llatí: Apasii) són tots el mateix poble amb diverses variants en la manera en què s'escriu el nom.